# 마성민
강민태(1984년 11월 7일 ~ )은 대한민국의 배우이다.

## 출연작

### 영화
- 《낭만 캠퍼스》(2023년) --매니져 역
- 《컴백홈》(2022년) - 만수당배달원 역
- 《짬뽕비권》(2021년) - 영대 역
- 《싱어송》(2021년) - 취객 역
- 《용루각: 비정도시》(2020년) - 삼합회 역
- 《나쁜 녀석들: 더 무비》(2019년) - 물류창고 조폭 역
- 《청년경찰》(2017년) - 영춘일당 역
- 《불한당》(2017년) - 최선장패거리 역
- 《당신, 거기 있어줄래요》(2016년) - 문신조폭무리 역
- 《또 하나의 사랑》(2016년) - 개장수 역
- 《세계일주》(2015년) - 동네건달2 역
- 《타이레놀》(2015년) - 덩치 역
- 《잊지 말아요》(2014년) - 도박꾼1 역
- 《하이힐》(2014년) - 허곤사내들 역
- 《악수》(2013년) - 술집삐끼 역
- 《짜장면의유혹》(2013년) - 중국집배달원 역
- 《월희》(2013년) - 자객 역
- 《동창생》(2013년) - 안경부하 1 역
- 《백년사는하루살이》(2012년) - 일수쟁이 역
- 《26년》(2012년) - 수호파 덩치들 역

### 드라마
- 《글리치》(2022년) - 조셉 역 (Netflix)
- 《너의 밤이 되어줄게》(2021년~2022년) - 곽두팔 역 (SBS)
- 《크라임퍼즐》(2021년) - 남자 역 (OllehTv, Seezn)
- 《펜트하우스 3》(2021년) - 인부 역 (SBS)
- 《메모리스트》(2020년) - 이빨갱 역 (tvN)
- 《유령을 잡아라!》(2019년) - 과도 역 (tvN)
- 《아스달 연대기》(2019년) - 쇼르자긴수하 역 (tvN)
- 《플레이어》(2018년) - 문신남 역 (OCN)
- 《투깝스》(2017년) - 조폭남 역 (MBC)
- 《황금빛내인생》(2017년) - 조선족 청부업자 역 (KBS2)
- 《비밀의숲》(2017년) - 진상손님 역 (tvn)
- 《듀얼》(2017년) - 양만춘수하 역 (OCN)
- 《보이스》(2017년) - 이상구 역 (OCN)
- 《38사기동대》(2016년) - 장학주패거리 역 (OCN)
- 《실종느와르M》(2015년) - 사채업자2 역
- 《더이상은못참아》(2013년) - 조폭3 역

### 광고
- 제주품은고등어 (2021년)
- 스윗비떵 (2020년)
- skc sk스킨케어필름 (2019년)
- 이니스프리 (2018년) 마이파운데이션 3.3 농부 편
- 비씨카드 (2018년) 생활의 꿀 혜택 할인 편
- 해피홈 (2018년)
- 소니액션캠 (2017년)
- 제주항공 (2017년)
- 머렐 (2016년) 신세계1위 편

## 홍보대사
- 2017년 대한민국반려동물영화제 (홍보대사)
- 2017년 세계뷰티화장품협회 (홍보대사)
- 2016년 국제반려동물영화제 (홍보대사)